# Bouillancourt-en-Séry
Bouillancourt-en-Séry település Franciaországban, Somme megyében. Lakosainak száma 538 fő (2022. január 1.). Bouillancourt-en-Séry Bouttencourt, Framicourt, Frettemeule, Gamaches, Neslette, Rambures, Tilloy-Floriville és Le Translay községekkel határos.

## Népesség
A település népességének változása:
| Lakosok száma | 570  | 563  | 567  | 550  | 544  | 536  | 533  | 535  | 538  |
|               | 2013 | 2015 | 2016 | 2017 | 2018 | 2019 | 2020 | 2021 | 2022 |